# Volkswagen Golf Plus
Le Volkswagen Golf Plus est une automobile du constructeur allemand Volkswagen commercialisée de 2005 à 2014 et basée sur le châssis de la Golf V. C'est un monospace compact, il se positionne entre la Golf et le Touran.
Le Volkswagen Golf Plus a bénéficié d'un très léger restylage début 2009.
Il est remplacé en 2014 par une nouvelle version appelée Volkswagen Golf Sportsvan.

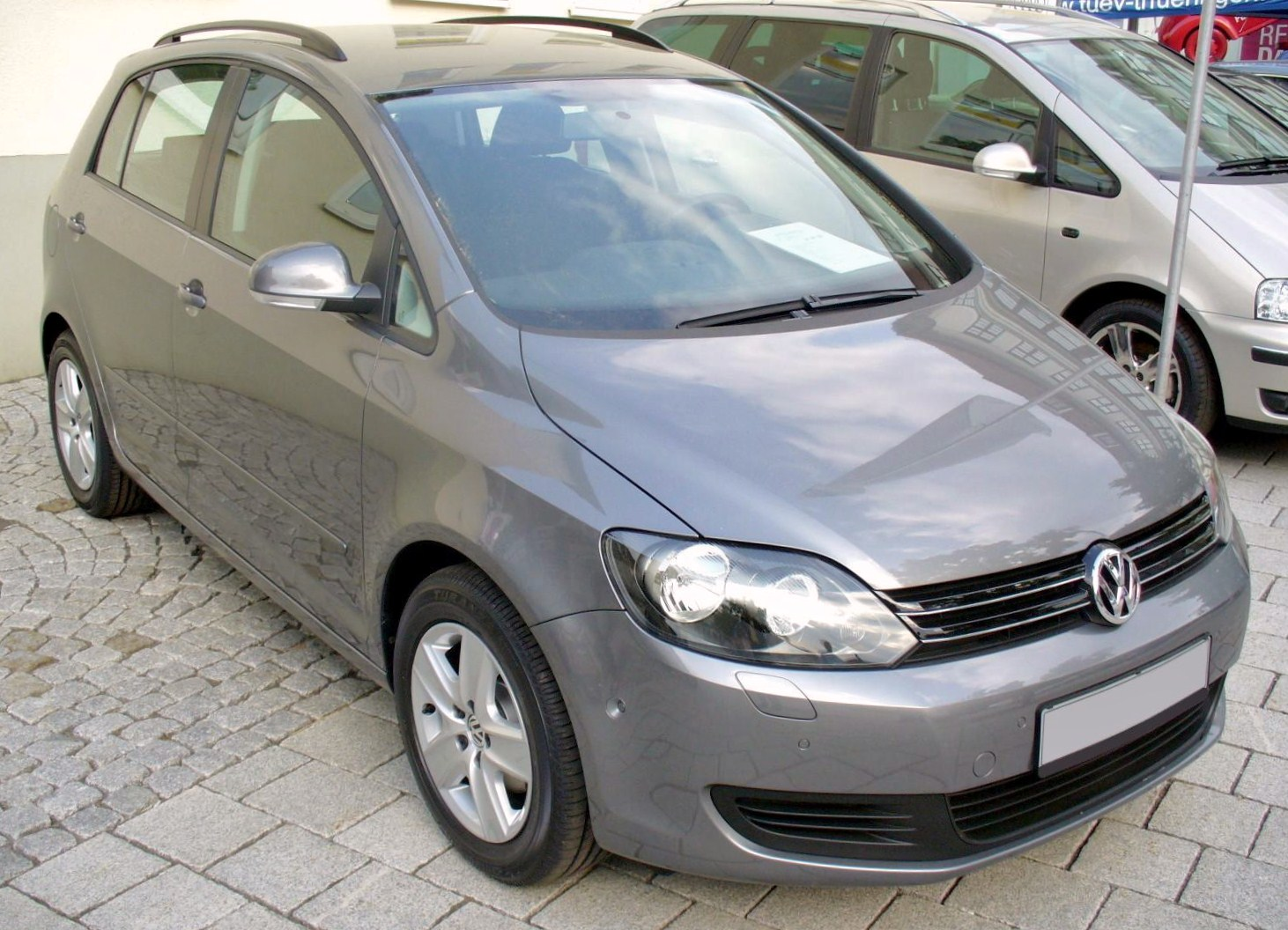
Golf Plus restylé

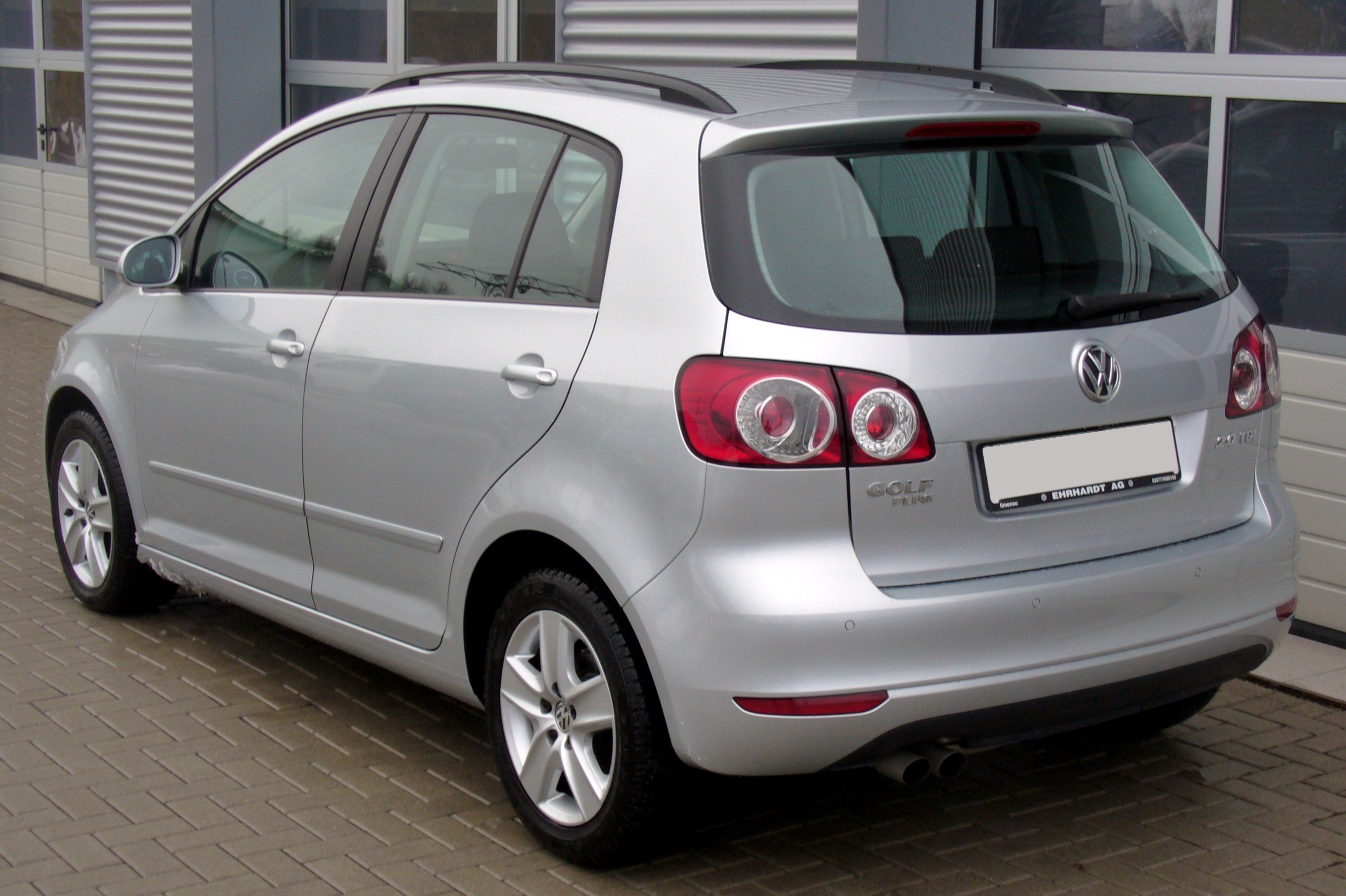
Golf Plus 2.0 TDI